# Karl-Joachim Hürter
Karl-Joachim Hürter, född den 21 oktober 1960 i Mayen i Tyskland, är en västtysk landhockeyspelare.
Han tog OS-silver i herrarnas landhockeyturnering i samband med de olympiska landhockeytävlingarna 1984 i Los Angeles.